# Кам'янка (Кіровський район)
Ка́м'янка (рос. Каменка) — колишнє село в Кіровському районі Ленінградської області, Росія.